# Charis cadytis
Charis cadytis is een vlindersoort uit de familie van de prachtvlinders (Riodinidae), onderfamilie Riodininae.
Charis cadytis werd in 1866 beschreven door Hewitson.